# کور اوغلی
تصنیف کوراوغلی یکی از مشهورترین و حماسی‌ترین تصنیف‌های موسیقی عاشیقی آذربایجان است که به قهرمان افسانه‌ای، کوراوغلی، نسبت داده می‌شود. این تصنیف نه تنها در آذربایجان، بلکه در سایر مناطق قفقاز و آسیای میانه نیز شناخته شده و محبوب است.

## داستان کوراوغلی
کوراوغلی شخصیتی افسانه‌ای و قهرمان مردمی است که در داستان‌ها و افسانه‌های آذربایجان، ترکمنستان، و بخش‌هایی از ایران حضور دارد. او نمادی از شجاعت، عدالت‌خواهی و مبارزه با ظلم است. داستان‌های مربوط به کوراوغلی معمولاً حول محور مبارزات او با حاکمان ظالم و دفاع از مردم فقیر و ستمدیده می‌گردد.

## موسیقی کوراوغلی
موسیقی کوراوغلی نیز مانند داستان‌هایش، حماسی و پرشور است. این موسیقی با سازهایی مانند تار، کمانچه و دف اجرا می‌شود و اغلب توسط عاشیق‌ها (خنیاگران سنتی) خوانده می‌شود. تصنیف کوراوغلی یکی از قطعات اصلی در موسیقی عاشیقی است و در مراسم‌ها و جشن‌های مختلف اجرا می‌شود.

## ویژگی‌های تصنیف کوراوغلی
- حماسی بودن: موسیقی کوراوغلی، روحیه حماسی و پهلوانی داستان‌های کوراوغلی را به خوبی منتقل می‌کند. ریتم‌های تند و ملودی‌های پرشور، حس مبارزه و دلاوری را در شنونده ایجاد می‌کنند.[نیازمند منبع]
- مردمی بودن: این تصنیف ریشه در فرهنگ و زندگی مردم دارد و به همین دلیل از محبوبیت زیادی برخوردار است. داستان‌های کوراوغلی و موسیقی مرتبط با آن، بازتابی از آرزوها، امیدها و مبارزات مردم عادی است.[نیازمند منبع]
- تنوع: موسیقی کوراوغلی بسیار متنوع است و شامل قطعات مختلفی با ریتم‌ها و ملودی‌های گوناگون می‌شود. این تنوع، جذابیت خاصی به این موسیقی بخشیده است.[نیازمند منبع]

## اهمیت تصنیف کوراوغلی
تصنیف کوراوغلی نه تنها یک اثر هنری زیبا، بلکه نمادی از هویت فرهنگی و تاریخی مردم آذربایجان است. این تصنیف نسل به نسل منتقل شده و همچنان در بین مردم زنده و پویاست. موسیقی کوراوغلی، یادآور دلاوری‌ها و مبارزات قهرمانان مردمی است و به تقویت حس غرور و همبستگی ملی کمک می‌کند.